# Maria May (Textildesignerin)
Maria May (* 24. September 1900 in Berlin; † 28. Oktober 1968 ebenda) war eine deutsche Textildesignerin und von 1956 bis 1965 Leiterin der Meisterschule für Mode in Hamburg.

## Beruflicher Werdegang
Maria May bestand im Jahre 1921 ihr Examen als Kunsterzieherin mit Auszeichnung. Mit 21 Jahren wurde sie an der größten deutschen Privatschule für Kunst und Kunstgewerbe, der Reimann-Schule in Berlin, 1922 Lehrerin. Sie hatte dort die Leitung der Klasse für Textilkunst und dekorative Malerei bis 1931 inne und blieb auch in der Folgezeit der Schule Reimann verbunden.
Seit 1927 entwickelte sie in den Textilwerkstätten der Schule Reimann Spritzdekorstoffe, die unter dem Namen May-Stoffe vermarktet wurden und sich durch enorme Vielfalt auszeichnen. So gab es rein geometrische gemusterte Spritzstoffe, solche mit figürlichen Motiven, Stoffe mit Weltstadtmotiven sowie Entwürfe mit historisierender Note. Diese Stoffe verhalfen sowohl der Reimann-Schule als auch Maria May zu hoher Bekanntheit innerhalb Deutschlands und Europas. Außerdem wurden die Spritzdekorstoffe seit 1928 von den Vereinigten Werkstätten in München und den Industriewerken in Plauen in größerem Umfang produziert.
May entwarf darüber hinaus großformatige gespritzte Schaufensterrückwände, Ausstellungsdekorationen sowie Messegestaltungen. 1928 schuf sie für den Ballsaal des Ozeandampfer Bremen ein großes Mosaik Tiefsee, ausgeführt von Puhl & Wagner, und war seit 1930 für verschiedene Tapetenfabrikanten tätig und entwickelte z. B. 1932 für die Tapetenfabrik Gebrüder Rasch eine eigene Kollektion von May-Tapeten. 1931 wurde sie zur Künstlerischen Leiterin der Christian Dierig AG ernannt und kreierte dort den Deutschen Kretonne.
Für das Luftschiff LZ 129 Hindenburg entwarf sie 1935 gemeinsam mit Otto Arpke zahlreiche auf Seide gespritzte Wanddekorationen. Im Jahr 1930 fand in New York eine Ausstellung ihrer Arbeiten statt, welche große Zustimmung hervorrief. 1937 übernahm May die Leitung der Abteilung Manufaktur des Deutschen Mode-Instituts in Berlin, wo sie Textilkollektionen für den Export entwarf. Seit 1939 Inneneinrichtung des Auswärtigen Amtes im Auftrag Ribbentrops in Berlin und zahlreicher Botschaften. Im Jahr 1945 soll sie am Transport von Ribbentrops sogenanntem Nibelungenhort, dem Goldschatz des Auswärtigen Amtes, nach Schleswig-Holstein beteiligt gewesen sein.
1946–1955 war May die Leiterin der Klasse für Stoffmalerei und Textilentwurf an der Landeskunstschule in Hamburg, an der sie fast 10 Jahre lang unterrichtete. Im Jahre 1955 übernahm sie bis zu ihrer Pensionierung 1962 die Leitung der Meisterschule für Mode in Hamburg. In dieser Funktion wurde sie von der Freien und Hansestadt Hamburg zur Professorin ernannt. 1951 gründete sie den Deutschen Verband der Berufstätigen Frauen – die deutsche Niederlassung des Verbandes Business and Professional Women – neu und wurde von 1951 bis 1956 dessen Präsidentin. Während dieser Zeit setzte sie sich für ein klares Profil und öffentlichkeitswirksame Maßnahmen ein. So veranstaltete sie 1952 die Woche der berufstätigen Frau und 1954 das erste UNO-Seminar mit Fachreferentinnen aus dem In- und Ausland. Beide Veranstaltungen sollten auf die Rolle der berufstätigen Frau in der Gesellschaft aufmerksam machen und hatten zum Ziel gesellschaftliche Veränderungen herbeizuführen. 
Nach ihrer Pensionierung kehrte May 1965 in ihre Heimatstadt Berlin zurück, wo sie bis zu ihrem Tod in einem Hochhaus im Hansaviertel lebte. Mit 68 Jahren erlag sie einem Kreislaufkollaps.